# امید ابطحی
امید ابطحی یک بازیگر ایرانی آمریکایی است. او به همراه خانواده‌اش قبل از مهاجرت به آمریکا در ایران زندگی می‌کردند. ابطحی بزرگ شدهٔ شهرستان اورنج، کالیفرنیا است و از دبیرستانی در ایروینیا فارغ‌التحصیل شده‌است. او همچنین یکی از صدا پیشه‌های بازی MAFIA3 و CODBO2است.در سریال لیست سیاه هم نقش آفرینی کرده همچنین در سریال ترس از مردگان متحرک در فصل 6 نقش افرینی داشته است.

## فیلم‌شناسی
| فیلم، سریال و بازی‌های رایانه‌ای | فیلم، سریال و بازی‌های رایانه‌ای     | فیلم، سریال و بازی‌های رایانه‌ای |
| سال                            | فیلم یا بازی                       | نقش                            |
| ------------------------------ | ---------------------------------- | ------------------------------ |
| ۲۰۰۵                           | جگ                                 | وحید                           |
| ۲۰۰۵                           | قاضی امی                           | رضا عجمی                       |
| ۲۰۰۵                           | آنجا                               | طارق نصیری                     |
| ۲۰۰۵–۲۰۰۹                      | ۲۴                                 | صفا / جبران ال زریان           |
| ۲۰۰۶                           | دویدن با قیچی                      | مدیر رستوران                   |
| ۲۰۰۷                           | سی‌اس‌آی                             | چاندرو کامباتلا                |
| ۲۰۰۷                           | یگان (مجموعه تلویزیونی)            | رئیس                           |
| ۲۰۰۸                           | نابودگر: ماجراهای سارا کانر        | سامنر                          |
| ۲۰۰۸                           | میمون‌های فضایی (انیمیشن)           | دکتر ژاگو                      |
| ۲۰۰۸                           | استخوان‌ها (مجموعه تلویزیونی)       | هال شیرازی                     |
| ۲۰۰۸                           | ان‌سی‌آی‌اس                           | سلیم اولمان                    |
| ۲۰۰۸                           | برادران (فیلم ۲۰۰۹)                | یوسف                           |
| ۲۰۰۹–۲۰۱۰                      | فلش فوروارد                        | اد فیوره                       |
| ۲۰۱۰                           | میمون‌های فضایی ۲                   | دکتر ژاگو                      |
| ۲۰۱۰                           | نیکیتا (سریال تلویزیونی)           | امیر کومرا                     |
| ۲۰۱۰                           | منتالیست (سریال تلویزیونی)         | مارخام شانکار                  |
| ۲۰۱۰                           | آناتومی گری (مجموعه تلویزیونی)     | آصف                            |
| ۲۰۱۱                           | فرینج (سریال تلویزیونی)            | سایمون فیلیپس                  |
| ۲۰۱۱                           | میهن (مجموعه تلویزیونی)            | راکیم فیصل                     |
| ۲۰۱۲                           | همسر خوب (سریال تلویزیونی)         | سمیر                           |
|                                | مرد خانواده (سریال تلویزیونی)      | پرنس فیصل                      |
| ۲۰۱۳                           | مرد خانواده (سریال تلویزیونی)      | محمود                          |
| ۲۰۱۳                           | عطش مبارزه: زاغ مقلد - بخش ۲       | هومز                           |
| ۲۰۱۴                           | پسران ابو غریب (فیلم)              | قاضی                           |
| ۲۰۱۵                           | بهتره با سول تماس بگیری            | پلیس فیلادلفیا                 |
| ۲۰۱۷                           | خدایان آمریکایی (مجموعه تلویزیونی) | سلیم                           |
| ۲۰۱۲                           | ندای وظیفه: بلک اپس ۲              | فرید                           |
| ۲۰۱۲                           | آرگو (فیلم ۲۰۱۲)                   | رضا برهانی                     |
| ۲۰۲۴                           | پسران(مجموعه تلویزیونی)            | سمیر شاه                       |

صداپیشه نقش wes در قسمت اول از سریال Love, Death and Robots
وی همچنین در سریال ماندالوریان نیز حضور دارد.